# Rioyos
Rioyos är en ort i Mexiko.   Den ligger i kommunen Dolores Hidalgo och delstaten Guanajuato, i den centrala delen av landet, 260 km nordväst om huvudstaden Mexico City. Rioyos ligger 1 905 meter över havet och antalet invånare är 352.
Terrängen runt Rioyos är platt åt nordväst, men åt sydost är den kuperad. Runt Rioyos är det ganska tätbefolkat, med 96 invånare per kvadratkilometer. Närmaste större samhälle är Dolores Hidalgo, 5,9 km väster om Rioyos. Trakten runt Rioyos består i huvudsak av gräsmarker.